# Hot Wheels

Hot Wheels là dòng sản phẩm đồ chơi nổi tiếng dưới dạng xe hơi mô hình tỷ lệ 1:64 của tập đoàn đồ chơi Mattel. Chính thức ra mắt năm 1968,sau hơn 40 năm vẫn thu hút số lượng người sưu tầm đông đảo trên toàn thế giới.
Với kỹ thuật hiện đại, dù chỉ là món đồ chơi, xe Hot Wheels đạt được độ thẩm mỹ rất cao từ đường nét, bánh xe, nước sơn và các mẫu tem xe v.v. Cứ mỗi một giây đồng hồ, là đâu đó trên thế giới 7 chiếc xe Hot Wheels trao tay trên thị trường. Sang thế kỷ 21 đã có hơn 4 tỷ xe Hot Wheels bán ra, một con số khổng lồ nói lên quy mô thu hút của giới sưu tầm.
Tại Việt Nam Hot Wheels xuất hiện muộn màng vào đầu thế kỷ 21
Hot Wheels có nhiều dòng sản phẩm. Một vài dòng tiêu biểu như sau:
1. First Edition (phiên bản đầu) hay New Editions (phiên bản mới) gồm những chiếc xe được bán vào đầu mỗi năm, khoảng 30 đến 40 chiếc. Dòng này thường dễ tìm, nhưng cũng có một số chiếc giới hạn số lượng. Về sau được thay thế bằng dòng New Models
2. Teams (đội): Đây là dòng xe được sản xuất theo từng nhóm, mỗi nhóm có đặc điểm khác nhau. Năm 2006 thì mỗi Team có 5 chiếc nhưng từ năm 2007 trở về sau thì mỗi Team thường có 4 chiếc. Dòng này rất được người sưu tầm ưa chuộng, thường thì trong Team dễ tìm được 1 đến 2 chiếc, còn những chiếc còn lại rất khó kiếm... nên việc sưu tầm đủ một Team không phải là công việc dễ dàng cho những tay "săn" xe.
3. Track Star (ngôi sao trên đường đua): Dòng xe dùng chủ yếu cho các đường đua cũng do Hot Wheels sản xuất, dòng này cũng có số lượng khá khiêm tốn.
4. Treasure Hunt (săn lùng kho tàng): với khẩu hiệu "Grab it when you see it" (thấy là chộp ngay), dòng này cực kỳ hiếm thấy, được các tay sưu tầm săn đón vì số lượng rất hạn chế nhất là tại Việt Nam.
5. Hot Wheels còn một số dòng được bán nhân dịp các sự kiện như Valentine Day, Mother's Day, Father's Day, Christmas... nhưng tại Việt Nam rất hiếm và gần như không có.
6. Ngoài ra, Hot Wheels còn được bán theo từng bộ 3 chiếc, 5 chiếc, 10 chiếc... Bộ 3 chiếc thường là 3 chiếc khá đắt khách trong dòng First Edition hoặc New Models. Bộ 5 chiếc thường là theo chủ đề. Bộ 10 chiếc tương tụ bộ 3 chiếc nhưng sẽ có 1 chiếc "kịch độc".

## Lịch sử
Bản mẫu:Lịch sử ra đời
Bản mẫu:Chính thức